# Hylaea approximata
Hylaea approximata là một loài bướm đêm trong họ Geometridae.